# Saison 1953-1954 du Football Club de Grenoble rugby
Cette page présente la saison 1953-1954 du Football club de Grenoble rugby.

## Champion de France

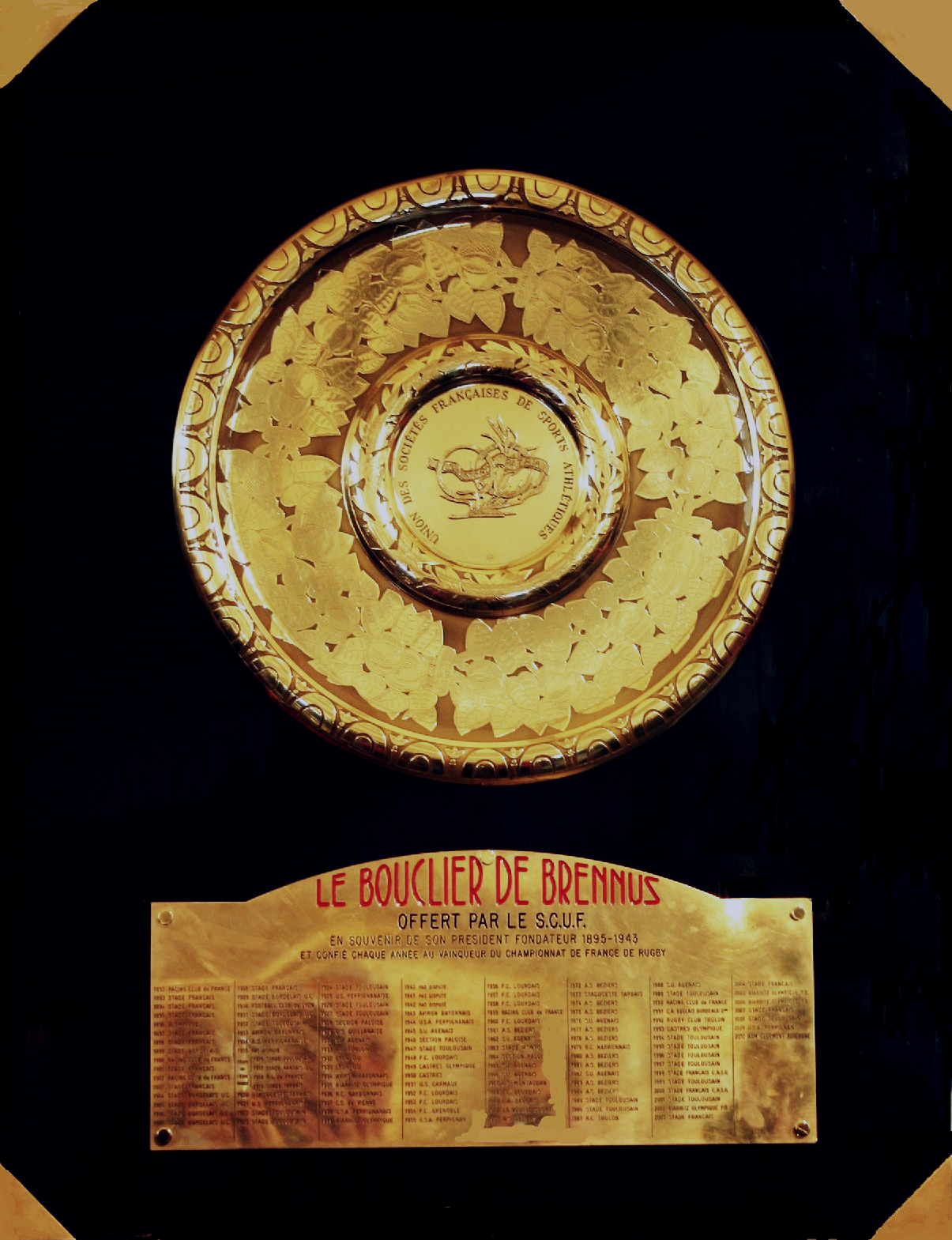
Grenoble, champion de France, soulève le Bouclier de Brennus.

L’équipe première alors entraînée par Raymond Bouvarel écrit la plus belle page de l’histoire du club.
Le FC Grenoble remporte son 1er Bouclier de Brennus en écartant successivement le SC Mazamet en 16e, le SU Agen en 8e, le CS Vienne, lors d'un âpre derby (3-0) en quart, puis l'US Romans lors d'un autre duel serré des Alpes en demi (8-5). Puis Grenoble devient champion de France après une courte victoire 5 à 3 sur l'US Cognac lors de la finale le 23 mai au Stadium de Toulouse. Grenoble compte dans effectif les quatre italiens Innocent Bionda, Duilio Parolai, Sergio Lanfranchi et Varo Cardesi, l'estonien Paul Rein, le polonais Eugène Mogore et le russe Michel Pliassoff.
L'équipe de Grenoble était alors surnommée par les médias « la légion étrangère » .
Mais son joueur emblématique est son demi de mêlée Jean Liénard, ancien treiziste revenu au bercail.

## Phase de qualification
On indique ci-après les huit poules de six, le nom des clubs qualifiés pour les 16e de finale est en gras. Les qualifiés issus des poules de huit sont Stade niortais, SC Albi, Stade bagnérais et le TOEC.
| 1. FC Lourdes 30 pts 2. RC Toulon 22 pts 3. US Dax 22 pts 4. RC Vichy 20 pts 5. CA Bègles 15 pts 6. FC Oloron 11 pts                                                                                    | 1. Paris UC 26 pts 2. SU Agen 23 pts 3. Stade Mont-de-Marsan 23 pts 4. RC Narbonne 17 pts 5. US Tyrosse 17 pts 6. USA Limoges 14 pts         | 1. US Cognac 26 pts 2. AS Béziers 22 pts 3. CA Périgueux 20 pts 4. Aviron Bayonne 20 pts 5. Stade La Rochelle 18 pts 6. AS Soustons 14 pts                                                                                       |
| 1. FC Auch 22 pts 2. Biarritz Olympique 22 pts 3. Stade Lavelanet 22 pts 4. AS Montferrand 22 pts 5. Castres Olympique 20 pts 6. Boucau Stade 12 pts                                                    | 1. USA Perpignan 26 pts 2. US Carmaux 25 pts 3. Stade Toulouse 22 pts 4. FC Grenoble 21 pts 5. US Montauban 14 pts 6. Valence Sportif 12 pts | 1. CS Vienne 29 pts 2. AS Roanne 21 pts 3. US Bourg-en-Bresse 21 pts 4. Lyon OU 18 pts 5. CO Le Creusot 16 pts 6. Union Montélimar Sportive 15 pts                                                                               |
| 1. US Romans-Péage 25 pts 2. Stadoceste Tarbes 23 pts 3. Racing Club de France 22 pts 4. US Bergerac 20 pts 5. CA Brive 17 pts 6. Stade Aurillac 13 pts                                                 | 1. SC Mazamet 24 pts 2. Section Pau 21 pts 3. SC Tulle 20 pts 4. SC Angoulême 20 pts 5. SC Graulhet 19 pts 6. US Côte Vermeille 16 pts       | 1. Stade Niort 32 pts 2. Stade Bagnères-de-Bigorre 31 pts 3. Stade Nantes UC 31 pts 4. US Marmande 30 pts 5. Stade Bordeaux UC 30 pts 6. Saint-Jean-de-Luz Olympique 25 pts 7. Avenir Aire-sur-l'Adour 25 pts 8. US Tours 20 pts |
| 1. SC Albi 35 pts 2. Toulouse OEC 35 pts 3. Céret Sportif 31 pts 4. La Voulte Sportif 30 pts 5. SC Rieumes 27 pts 6. FC Aix-les-Bains 23 pts 7. RC Chalon-sur-Saône 22 pts 8. AS Bort-les-Orgues 21 pts | | |

## Seizièmes de finale
Les équipes dont le nom est en caractères gras sont qualifiées pour les huitièmes de finale.
| Équipe 1           | Équipe 2              | Résultat |
| ------------------ | --------------------- | -------- |
| FC Grenoble        | SC Mazamet            | 14-12    |
| SU Agen            | SC Tulle              | 11-0     |
| CS Vienne          | TOEC                  | 12-3     |
| Section paloise    | Racing club de France | 8-3      |
| US Romans          | US Bergerac           | 8-3      |
| US bressane        | Stadoceste tarbais    | 10-6     |
| USA Perpignan      | Stade niortais        | 18-0     |
| Stade toulousain   | RC Toulon             | 14-0     |
| US Cognac          | SC Albi               | 6-3      |
| Biarritz olympique | Stade lavelanétien    | 15-0     |
| AS Béziers         | US Dax                | 11-6     |
| SC Angoulême       | Paris université club | 6-3      |
| FC Lourdes         | Stade bagnérais       | 27-0     |
| AS Roanne          | Stade montois         | 8-6      |
| AS Montferrand     | FC Auch               | 8-3      |
| US Carmaux         | CA Périgueux          | 8-0      |

| 16e de finale Dimanche 21 mars 1954 | FC Grenoble | 14 - 12 (Mi-temps : 9 - 12) | SC Mazamet | Stade Jean-Etcheberry, Vienne               |                                             |
|                                     | 3 essais de Darrieu (34e), Smogor (40e) et Cardesi (45e) 1 transformation d'Échevet (45e) 1 drop de Baqué (8e) ---- 1 Martin - 2 Loguier - 3 Duhau 4 Rein - 5 Parolai 6 Lanfranchi - 8 Smogor - 7 Coquet 9 Échevet - 10 Baqué 11 Morel - 12 Belletante - 13 Darrieu - 14 Cardesi 15 Claret |                             | 2 essais de Lagarde (13e) et Najac (17e) 1 pénalité de Martin (24e) 1 drop de Duffaut (20e) ---- 1 G. Biénès - 2 Lacoste - 3 Medus 4 Masbou - 5 Mias 6 Najac - 8 Martin - 7 Lagarde 9 Garrigues - 10 Duffaut 11 Lepatey - 12 Delpech - 13 Girard - 14 Fort 15 Réal | Spectateurs : 5 355 Arbitrage : M. Siccardi | Spectateurs : 5 355 Arbitrage : M. Siccardi |

## Huitièmes de finale
Les équipes dont le nom est en caractères gras sont qualifiées pour les quarts de finale.
| Équipe 1       | Équipe 2           | Résultat |
| -------------- | ------------------ | -------- |
| FC Grenoble    | SU Agen            | 11-3     |
| CS Vienne      | Section paloise    | 9-6      |
| US Romans      | US bressane        | 12-6     |
| USA Perpignan  | Stade toulousain   | 11-0     |
| US Cognac      | Biarritz olympique | 22-5     |
| AS Béziers     | SC Angoulême       | 3-0      |
| FC Lourdes     | AS Roanne          | 17-0     |
| AS Montferrand | US Carmaux         | 3-0      |

| 8e de finale Dimanche 2 mai 1954 | FC Grenoble | 11 - 3 (Temps réglementaire : 3 - 3) (Mi-temps : 0 - 3) | SU Agen | Parc des sports et de l'amitié, Narbonne |                                          |
|                                  | 3 essais de Lanfranchi (45e), Pliassof (94e) et Belletante (108e) 1 transformation d'Échevet (108e) ---- 1 Martin - 2 Bionda - 3 Duhau 4 Rein - 5 Parolai 6 Lanfranchi - 8 Smogor - 7 Coquet 9 Liénard - 10 Baqué 11 Pliassof - 12 Belletante - 13 Échevet - 14 Cardesi 15 Claret |                                                         | 1 essai de Capmarti (17e) ---- 1 Lacatère - 2 Teruel - 3 Peraire 4 Capmarti - 5 Grocq 6 Montanari - 8 Lapeyre - 7 Duffaut 9 Laroche - 10 Carabignac 11 Barbaste - 12 Pétriat - 13 Seignero - 14 Célestine 15 Guilleux | Spectateurs : 8 000 Arbitrage : M. Parot | Spectateurs : 8 000 Arbitrage : M. Parot |

## Quarts de finale
Les équipes dont le nom est en caractères gras sont qualifiées pour les demi-finales.
| Équipe 1    | Équipe 2       | Résultat |
| ----------- | -------------- | -------- |
| FC Grenoble | CS Vienne      | 3-0      |
| US Romans   | USA Perpignan  | 8-6      |
| US Cognac   | AS Béziers     | 3-8      |
| FC Lourdes  | AS Montferrand | 17-8     |

| Quart-de-finale Dimanche 9 mai 1954 | FC Grenoble | 3 - 0 (Mi-temps : 0 - 0) | CS Vienne | Stade de Gerland, Lyon                     |                                            |
|                                     | 1 pénalité d'Échevet (65e) ---- 1 Martin - 2 Bionda - 3 Duhau 4 Rein - 5 Parolai 6 Lanfranchi - 8 Smogor - 7 Coquet 9 Liénard - 10 Baqué 11 Pliassof - 12 Belletante - 13 Échevet - 14 Morel 15 Claret |                          | ---- 1 Bonagemme - 2 Bautista - 3 Bruyère 4 Llorente - 5 Aït-Kassi 6 Ruet - 8 Bautista - 7 Baulon 9 Fraysse - 10 Farré 11 Cros - 12 Baccis - 13 Venturini - 14 Brun 15 Grenouiller | Spectateurs : 15 000 Arbitrage : R. Taddéï | Spectateurs : 15 000 Arbitrage : R. Taddéï |

## Demi-finales
| Équipe 1    | Équipe 2   | Résultat |
| ----------- | ---------- | -------- |
| US Cognac   | FC Lourdes | 21-20    |
| FC Grenoble | US Romans  | 8-5      |

| Demi-finale Dimanche 16 mai 1954 | FC Grenoble | 8 - 5 (Mi-temps : 0 - 0) | US Romans | Stade de la Méditerranée, Béziers          |                                            |
|                                  | 1 essai de Smogor (75e) 1 transformation d'Échevet (75e) 1 pénalité d'Échevet (55e) ---- 1 Martin - 2 Bionda - 3 Duhau 4 Rein - 5 Parolai 6 Lanfranchi - 8 Smogor - 7 Coquet 9 Liénard - 10 Baqué 11 Pliassof - 12 Belletante - 13 Échevet - 14 Morel 15 Claret |                          | 1 essai de Dolin (69e) 1 transformation de Ravel (69e) ---- 1 De Grégorio - 2 Rey - 3 Chetanian 4 Pailher - 5 Soro 6 Dolin - 8 Foriel - 7 Rives 9 Riondet - 10 Ottavi 11 Estève - 12 Bertrand - 13 Rouchon - 14 Chechirlian 15 Ravel | Spectateurs : 13 000 Arbitrage : M. Durand | Spectateurs : 13 000 Arbitrage : M. Durand |

## Finale
| Finale Dimanche 23 mai 1954 | FC Grenoble | 5 - 3 (Mi-temps : 0 - 3) | US Cognac | Stadium Municipal Toulouse                 |                                            |
|                             | 1 essai de Lanfranchi (58e) 1 transformation d'Échevet (58e) ---- 1 Martin - 2 Bionda - 3 Duhau 4 Rein - 5 Parolai 6 Lanfranchi - 8 Smogor - 7 Coquet 9 Liénard - 10 Baqué 11 Pliassof - 12 Belletante - 13 Échevet - 14 Morel 15 Claret |                          | 1 pénalité de Meynard (21e) ---- 1 Rouby - 2 Tissandier - 3 Robert 4 Porchier - 5 Lagrange 6 F. Puissant - 8 R. Biénès - 7 Savin 9 Dumont - 10 Sureau 11 Béhotéguy - 12 A. Puissant - 13 Meynard - 14 Barboteau 15 Mauroux | Spectateurs : 40 000 Arbitrage : R. Taddéï | Spectateurs : 40 000 Arbitrage : R. Taddéï |

## Entraîneurs
L'équipe professionnelle est encadrée par
| Nom              | Poste                | Nationalité |
| ---------------- | -------------------- | ----------- |
| Raymond Bouvarel | Entraîneur Principal | France      |
| Albert Reynaud   | Entraîneur Adjoint   | France      |

| Nom                | Poste                  | Naissance         | Nationalité      |
| ------------------ | ---------------------- | ----------------- | ---------------- |
| Jacques Coquand    | Pilier                 | 10 février 1926   | France           |
| René Duhau         | Pilier                 | 20 avril 1929     | France           |
| Jolivet            | Pilier                 | -                 | France           |
| René Martin        | Pilier                 | 19 avril 1924     | France           |
| Villalba           | Pilier                 | -                 | France           |
| Innocent Bionda    | Talonneur              | 1er mars 1930     | Italie           |
| Henri Loguier      | Talonneur              | 1932              | France           |
| Duilio Parolai     | Deuxième ligne         | 12 novembre 1928  | Italie           |
| Paul Rein          | Deuxième ligne         | 6 janvier 1924    | Estonie          |
| Bruno Zoffoli      | Deuxième ligne         | 23 mars 1927      | France           |
| Pierre Accocebery  | Troisième ligne aile   | 23 novembre 1931  | France           |
| Henri Coquet       | Troisième ligne aile   | 26 novembre 1926  | France           |
| Sergio Lanfranchi  | Troisième ligne aile   | 20 septembre 1926 | Italie           |
| Layeul             | Troisième ligne aile   | -                 | France           |
| Mario Michelini    | Troisième ligne aile   | 9 juillet 1933    | France           |
| Eugène Mogore      | Troisième ligne centre | 10 juillet 1930   | Pologne / France |
| Jean Liénard       | Demi de mêlée          | 21 septembre 1928 | France           |
| Robert Rossignol   | Demi de mêlée          | 13 décembre 1930  | France           |
| Veyret             | Demi de mêlée          | -                 | France           |
| Roger Baqué        | Demi d'ouverture       | 20 mai 1925       | France           |
| Jean-Louis Darrieu | Centre                 | 30 mai 1929       | France           |
| André Behotéguy    | Centre                 | 1er novembre 1927 | France           |
| Georges Echevet    | Centre                 | 3 février 1925    | France           |
| Guy Belletante     | Centre                 | 13 mars 1927      | France           |
| Varo Cardési       | Ailier                 | 5 juillet 1925    | Italie           |
| Pierre Caraly      | Ailier                 | 26 août 1933      | France           |
| Pierre Labernède   | Ailier                 | 19 mai 1931       | France           |
| André Morel        | Ailier                 | 20 novembre 1927  | France           |
| Michel Pliassoff   | Ailier                 | 23 juin 1928      | France / Russie  |
| Pierre Claret      | Arrière                | 19 juillet 1931   | France           |